# Boris Lipnitzki
Boris Lipnitzki (ukrajinsky Boris Lipnickij /Борис Липницкий/ roz. Chaim (Efim) Lipnickij /Хаим (Ефим)/, fr. Haim (Efime) Boris Lipnitzki nebo Lipnitzky; 4. února 1887, Oster – 6. července 1971, Paříž) byl ukrajinsko-francouzský umělecký fotograf; fotografoval balet, módu, kino, výtvarné umění, spisovatele a hudebníky.

## Životopis
Haim Efime Boris Lipnitzki (nebo Lipnitzky) se narodil v židovské rodině v Osteru v Černihivské oblasti Ruské říše (nyní Ukrajina) dne 4. února 1887. Zemřel v Paříži dne 6. července 1971 ve věku 84 let a je pohřben na hřbitově Père-Lachaise.
Lipnitzki nejprve pracoval jako asistent pro fotografa v Oděse, poté si otevřel vlastní studio v Pultusku. Do Paříže přijel na počátku 20. let. Tam založil ateliér na adrese rue du Colisée 40, kde fotografoval mnoho uměleckých osobností od 20. do 60. let 20. století a zobrazoval je ve svém vlastním okolí. Jeho přátelství s módním návrhářem Paulem Poiretem, s nímž by zůstal fotografovat v Biarritzu, poskytlo vstup do těchto kruhů.
Mezi jeho fotografované osobnosti patřili Maurice Ravel, René Hubert, Albert Camus, Blaise Cendrars, Jean Cocteau, Otto Preminger, Igor Strawinsky, Arthur Honegger, Leonid Massine, Serge Lifar, Paul Poiret, Coco Chanel, Olga Spessivtseva, Nyota Inyoka, Tamara Karsavina, Serge Gainsbourg, Les Six, Marc Chagall, Pablo Picasso, a také Josephine Bakerová s níž v roce 1926 vytvořil slavnou sérii fotografií aktů.
Lipnitzki byl fotografem během natáčení Ganceova snímku Napoléon a zachytil neformální pohledy na zákulisí štábu a herce jeho snímky byly použity na obálkách programů a zobrazeny v kinech, ale navzdory ujištění mu nebyl přiznán kredit. Následoval soud na seinském tribunálu a producentovi filmu bylo nařízeno zaplatit Lipnitzkimu 30 000 franků (asi 16 000 USD v roce 2010). Průmyslová publikace Le Photographe na to upozornila jako na precedens ve francouzském autorském právu. Natočil také mnoho významných baletních představení a vytvořil studiové portréty tanečníků.
Fotografie Lipnitského byly publikovány v časopisech Femina, The Paris Times, Paris-Alger magazine, Les Modes, La Vie Parisienne, Chantecler revue, Vogue (Paříž), L'Atlantique, Paris-soir, La Femme de France, Être belle, Le Photographe „ Le Point, Adam: revue des modes maskcines en France et à l'étranger, Ambiance, Comoedia, Claudine, Le Monde illustré, L'Art musical, Bravo, Le Petit journal, Le Théâtre et Comœdia illustré a další.
V článku o relativní hodnotě ručně kreslené a fotografické ilustrace, Robert Lang ředitel a redaktor Rester Jeune, popisující stylistiku různých ilustrátorů a fotografů, píše o Lipnitzkém, že „má rád svatozáře a další umělecké paralely z prostředí divadla„.
Lipnitzkého archiv byl zdecimován, když bylo zatopeno divadlo Athenaeum, kde mu jeho přítel Louis Jouvet pomohl skrýt jeho tisky během okupace, když uprchl, aby zůstal se svým přítelem Chagallem v New Yorku.

## Poválečný
Po válce založil se svými bratry studio Lipnitzki, které v roce 1946 poptávalo nové zaměstnance a fungovalo až do doby, než Lipnitzki zemřel. V polovině 50. let vstoupil do studia na tři roky jeho synovec Bernard Lipnitski, který byl najat týdeníkem France Dimanche, pro který fotografoval Céline Monsarrat, Françoise Saganovou a Salvadora Dalího, poté byl zaměstnán jako fotoreportér v dalších francouzských časopisech. Boris Lipnitzki pokračoval v agitování autorského práva ve vztahu k profesionální fotografii a jeho názor se za jeho účasti projednával na schůzi komise Commission des Droits d'Auteur v únoru 1945 a také při dalších příležitostech.

## Dědictví
V roce 1970 jeho sbírku – více než milion negativů a 600 000 výtisků – a sbírku jeho synovce koupila agentura Roger-Viollet. Připsání autorství fotografií pořízených ve studiu v letech 1945–1969 konkrétnímu bratrovi není vždy jisté.
V roce 2022 byla objevena v pozůstalosti po Borisi Lipnitzkém, která je uložena v Národní knihovně Izraele v Jeruzalémě, dosud neznámá skladba, Romance pro housle a klavír (H 186bis).

## Publikace
- Haim Efime Boris Lipnitzki. Images de Louis Jouvet. [s.l.]: Paříž Emile-Paul frères Dostupné online.
- Lipnitzki, Boris; DENOYELLE, FRANÇOISE. Boris Lipnitzki : le magnifique. [s.l.]: Chaudun ISBN 978-2-35039-140-3.

## Výstavy

### Samostatné
- 2005, 7. května – 12. června: Boris Lipnitzki, Espace Saint-Jean, Melun

### Skupinové
- 2019–20, 26. října 2019 – 19. ledna: 1925–1935, Une décennie bouleversante (a decade of change), společně s: Marcel Arthaud, Laure-Albin Guillot, Jean Moral, André Papillon, Gaston Paris a další, Musée Nicéphore Niépce, Chalon-sur-Saône[19]
- 27. listopadu 2013 – 31. března 2014: Biographical forms: Construction and individual mythology, společně s: Brassaï, Günter Brus, Claude Cahun, Bruce Conner, VALIE EXPORT, Tomislav Gotovac, Raymond Hains, Santu Mofokeng, Nadar (Gaspard-Félix Tournachon), Henrik Olesen, Ahlam Shibli, Ed Templeton, Jeff Wall, Francesca Woodman, a další, Museo Nacional Centro de Arte Reina Sofía (MNCARS), Madrid
- 2011, 12. listopadu – 29. prosince: Beispielhaft 3, společně s: František Drtikol, Leo Fuchs, Charlotte March, Egbert Mittelstädt, Stefan Moses, Edward Quinn, Gerhard Riebicke, Valerie Schmidt, André Villers, Ira Vinokurova, KOELN-ART, Kolín nad Rýnem
- 2011, 12. května – 16. června: Some Photographs taken in France, společně s: Berenice Abbott, Eugène Atget, Denise Bellon, Ilse Bing, Erwin Blumenfeld, Brassaï, Henri Cartier-Bresson, André Adolphe-Eugène Disdéri, Louis-Emile Durandelle, Martin Kollar, Germaine Krull, Henri Le Secq, Man Ray, Willy Ronis, Raoul Ubac, a další, Diemar/Noble Photography, Londýn
- 2008, 5. dubna – 1. června: CONTROVERSIES, společně s: Annelies Štrba, Abbas, Ladislav Bielik, Guy Bourdin, Robert Capa, Lewis Carroll, Henri Cartier-Bresson, Larry Clark, Luc Delahaye, Robert Doisneau, Horst Faas, Frank Fournier, Marc Garanger, Garry Gross, Lewis Hine, Rip Hopkins, Irina Ionesco, Jevgenij Chalděj, Lehnert & Landrock, Michael Light, Man Ray, Robert Mapplethorpe, Steven Meisel, Nadar (Gaspard-Félix Tournachon), Sebastião Salgado, Andres Serrano, Jock Sturges, Oliviero Toscani, Nick Ut a další, Musée de l'Élysée, Lausanne
- 2005, 10. února – 20. dubna: Talking Pictures, společně s: Peter Galadzhev, Lotte Jacobi, Germaine Krull, Fritz Lang, Man Ray, Raymond Voinquel, a další, Galerie Berinson, Berlín
- 1984, 15. června – 1. září: Hommage à Claire Croiza, Francouzská národní knihovna, hudební oddělení[20]
- 1978, 17. června – 1. října: André Barsacq : cinquante ans de théâtre, Francouzská národní knihovna, Paříž[21]
- 1964, 11. června – 11. července: Guy Ropartz, Francouzská národní knihovna[22]
- 1961–1962, prosinec–březen: Louis Jouvet : exposition organisée pour le dixième anniversaire de sa mort[23]
- 1957–1958, 19. prosince – 28. února, Gustave Flaubert et Madame Bovary: exhibition organised for the centenary of the publication of the novel, Paříž, Francouzská národní knihovna[24]
- 1930 27. února – 9. března: 7th Exposition de la Photographie et du Cinéma, společně s: Genia Reinberg, Germaine Douazi, Vallois, Wilfrid Sketch, Pierre Petit, Nadar, Charles Martin, Lemonnier, Charles Gerschel, Duvivier, Charles Rouget. Parc des Exposition se la Porte de Versailles[25]

## Sbírky
- Musée Niepce[26]
- Francouzská národní knihovna